# Zbigniew Wolak

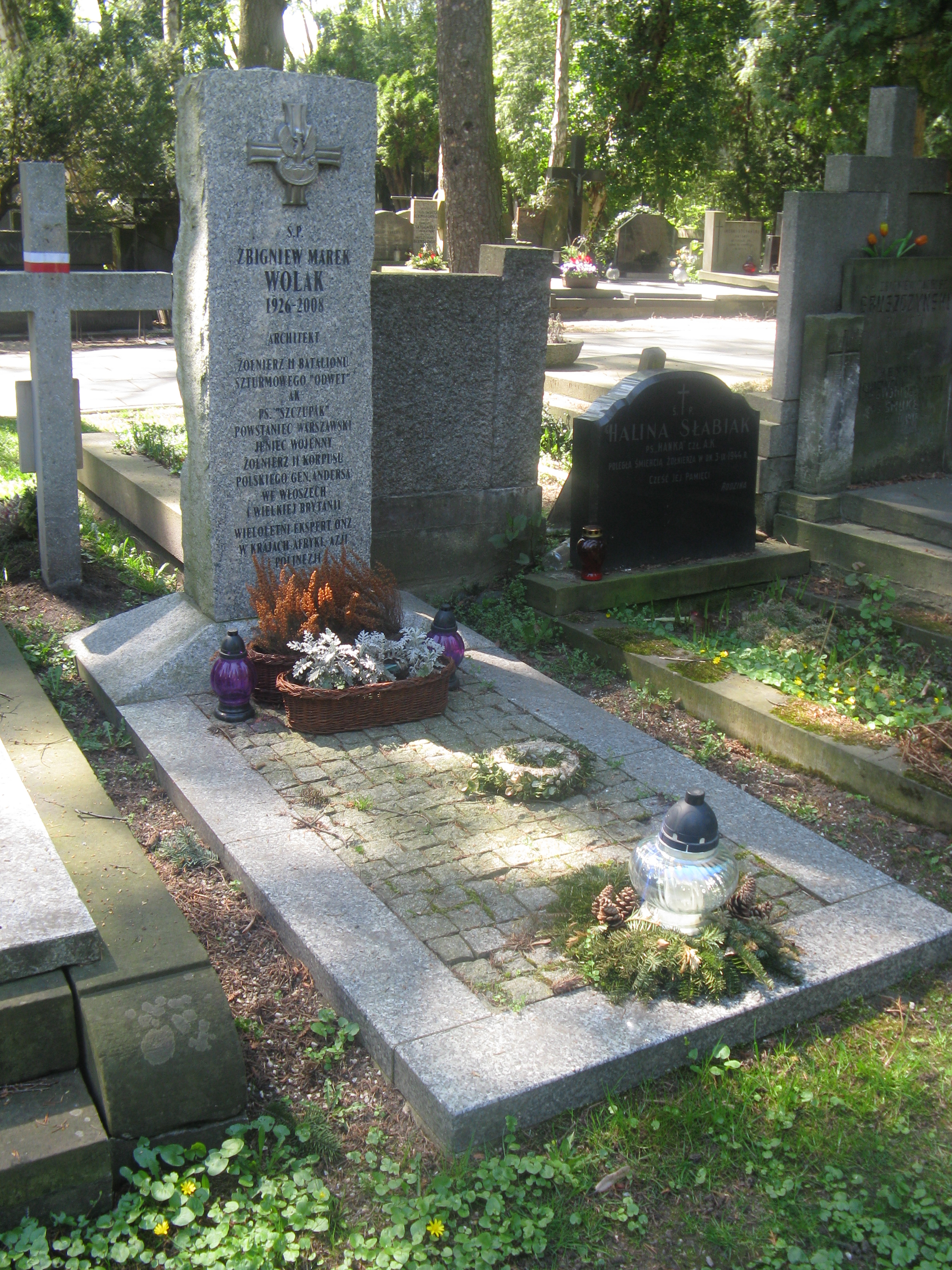
Grób Zbigniewa Wolaka na Cmentarzu Wojskowym na Powązkach

Zbigniew Marek Wolak (ur. 11 czerwca 1926 w Brześciu, zm. 15 maja 2008 w Warszawie) – polski architekt, urbanista, doktor.

## Życiorys

### II wojna światowa
Żołnierz AK ps. „Szczupak”, „R-5”. Uczestnik powstania warszawskiego w stopniu starszego strzelca. Walczył w batalionie „Czata 49" na Czerniakowie. 23 września 1944 roku wzięty do niewoli na statku „Bajka”.
Od lipca 1945 roku żołnierz 2 Korpusu PSZ gen. Władysława Andersa. Miał stopień kaprala podchorążego.

### Okres powojenny
W 1948 roku wrócił do Polski. W 1955 roku ukończył studia na Wydziale Architektury Politechniki Krakowskiej i uzyskał stopień doktora. W 1961 roku otrzymał nagrodę KBUA II stopnia za autorstwo ogólnego planu zagospodarowania przestrzennego Zakopanego (w zespole).
Współautor:
- kościół Matki Bożej Fatimskiej w Tarnowie wraz z plebanią (1957)
- kościół św Józefa Robotnika w Wołyńcach (1978)
- kościół św. Benona w Warszawie (odbudowa)

Był ekspertem i dyrektorem projektów pomocy technicznej ONZ. Pełnił misje w wielu krajach świata m.in. w Kenii, Kongo, Indonezji, Gwinei, Tunisie, Algierii, Nigerii i licznych krajach wyspiarskich w latach 1962–1968 i 1979-87. Był jedynym ekspertem ONZ pochodzącym zza „żelaznej kurtyny”. Dostał propozycje na stanowisko wicedyrektora, jednak odmówił ze względu nacisków UB by został wówczas agentem wywiadu.
W 1982 roku otrzymał nagrodę im. św. Brata Alberta w dziedzinie Architektury Sakralnej.
W 1997 roku swój życiorys przedstawił w filmie dokumentalnym „Za naszą i waszą wolność” w reżyserii Aliny Czerniakowskiej. Wystąpił też w jednym z serii wywiadów „Notacje historyczne”, pt. „Zbigniew Wolak. Być Polakiem”.
W 2002 roku wpisany został do złotej księgi wychowanków Politechniki Krakowskiej.
Pochowany na cmentarzu wojskowym na Powązkach w Warszawie (kwatera A25-17-17).